# Pedro-Orden

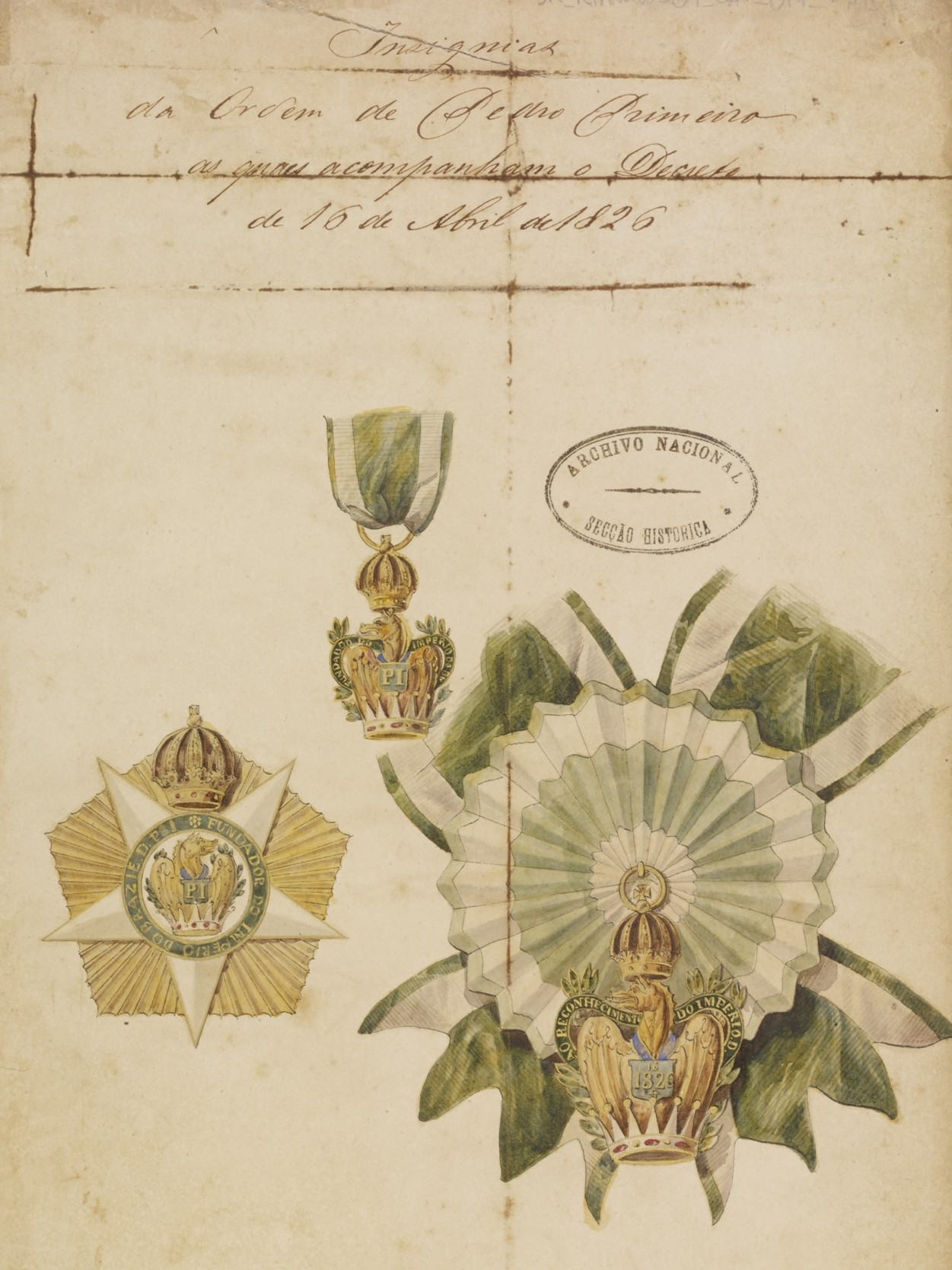
Pedro-Orden

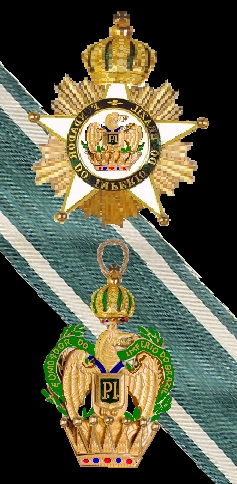
Pedro-Orden

Der Pedro-Orden wurde vom brasilianischen Kaiser Dom Pedro I. am 16. April 1826 in Rio de Janeiro gestiftet und am 19. Oktober 1842 von seinem Nachfolger Dom Pedro II. mit Statuten versehen.

## Ordensklassen
Der Orden hatte drei Klassen und die Anzahl der Mitglieder war limitiert.
- Großkreuz auf 12 Mitglieder
- Kommandeur auf 50 Mitglieder
- Ritter auf 100 Mitglieder

## Ordensdekoration
Das Ordenszeichen zeigt einen aus einer siebenzackigen, mit Rubinen und Smaragden besetzten Krone steigenden Drachen, der auf seiner Brust einen Schild mit den Initialen des Stifters P I in schwarzen Buchstaben führt. Das Haupt des Drachen wird von der brasilianischen Kaiserkrone gekrönt.
Der Bruststern ist ein weißemailliertes Kreuz mit goldenen Borden und Kugeln an den Spitzen. Darin ein weißes Medaillon mit der Abbildung des Drachen wie oben beschrieben. Im grünen Reif des Medaillons steht in goldenen Lettern die Inschrift FUNDADOR DO IMPERIO DE BRASIL. Der Stern wird wie das Ordenszeichen von der Kaiserkrone gekrönt.

## Trageweise
Das Ordensband ist grün mit weißen Bordstreifen.